# 村山絵美
村山 絵美（むらやま えみ、1981年 - ）は、日本の文学研究者。武蔵大学人文学部日本文化学科卒業、武蔵大学准教授。

## 経歴
- 2004年 武蔵大学人文学部日本文化学科卒業
- 2006年 武蔵大学大学院人文科学研究科日本文化専攻（博士前期課程）修了
- 2010年 武蔵大学人文学部助教
- 2013年 総合研究大学院大学文化科学研究科日本歴史研究専攻（博士後期課程）修了
- 2013年 武蔵大学人文学部日本・東アジア文化学科専任講師、現在に至る

## 著書
- 『大分県国東半島武蔵町の民俗』 2006/06
- 『祭・芸能・行事大辞典』 2009/11
- 『民俗学事典』 2014/12
- 『満蒙開拓青少年義勇軍の旅路――光と闇の満洲』 2016/04